# Сијера
Сијера Принсес Вилсон (дев. Вилсон; енгл. Ciara Princess Harris, (IPA: ), Остин, 25. октобар 1985) америчка је хип хоп певачица, текстописац, плесачица, глумица и музички продуцент. Рођена је у Остину, Тексас, а током детиства путовала је светом, преселила се у Атланту где се придружила женској музичкој групи Hearsay. Након тога спријатељила се и потписала уговор са продуцентом Џејзом Пха, који је снимио њене демо снимке и који су се појавили на њеном дебитанском албуму. Уз његову помоћ Сијера је потписала уговор са издавачком кућом LaFace Records.
Године 2004. Сијера је објавила њен први студијски албум под називом , који саджри синглове Goodies, 1, 2 Step, Oh и And I. Албум се нашао на првом месту музичког графикона Билборд хот 100 и додељен му је троструки платинасти сертификат од стране Америчког удружења дискографских кућа и добио је четири номинација на 48. додели Греми награда. Сијера је такође представљена у песми Миси Елиот Lose Control, као и у песми репер Боу Вова, Like You, а обе песме биле су на трећем месту листе Билборд хот 100. Године 2006. Сијера је објавила други студијски албум под називом , који садржи хит синглове Get Up, Promise, Like a Boy и Can't Leave 'em Alone. Албум Goodies је на крају био на првом месту листа у Сједињеним Америчких Држава и додељен му је платинасти сертификат од Америчког удружења дискографских кућа. 
Трећи студијски албум Сијере под назовом  објављен је 2009. године и био је мање успешан од претходних, међутим на њему се нашао сингл Love Sex Magic на којем је гостовао Џастин Тимберлејк и доживео је велики успех. Love Sex Magic нашао се на многим листама у Сједињеним Државама, а добио је номинацију за Греми награду у категорију за „Најбољу поп сарадњу”. Наредне године, Сијера је објавила четврти студијски албум под називом Basic Instinct, на којем се налази сингл Ride и који је доживео велики успех, али је албум ипак имао малу продају и није доживео значајан комерцијални успех. Након тога, певачица је потписала уговор са издавачком кућом Epic records, 2011. године. Пети студијски албум под називом Ciara, певачица је објавила 2013. године, а са њега се истакла песма Body Party. Шести албум под назовом  објављен је 2015. године и он садржи синглове I Bet и Dance like We're Making Love.
Године 2006. Сијера је први пут имала филмску улогу, у драми Све што имаш, а касније се појавила у филмовима Татин син (2012) и Мама желим да певам! (2012). Године 2013. имала је улогу у америчкој серији Игра, а након тога потписала је уговор за манекенску компанију IMG. Исте године посталаје амбасадор козметичког гиганта Ревлон. Откад је кренула да се професионално бави музиком, Сијериних осам синглова нашли су се на листи Билборд хот 100, међу најбољих десет. Добила је велики број награде, укључујући три БЕТ награде, три МТВ видео музичке награде, три МОБО награде и једну Греми награду. До 2015. године продала је преко 23 милиона албума широм света. Године 2016. удала се за играча америчког фудбала Расела Вилсона.

## Биографија
Сијера Принсес Харис рођена је у Остину, 25. октобра 1985. године и једино је дете из брака Џекија и Карлон Харис. Њен отац био је војни лице, а Сијера је због тога често мењала места боравка, одрасла је у Немачкој, Јути, Калифорнији и Невади. Добила је име по парфему Сијера Ревлон који је представљен 1973. године. Када је била тинејџерка, са породицом се настанила у Атланти. Током младости, Сијера је са двоје својих пријатељица формирала музичку групу Hearsay, која је избацила неколико демо снимака, али како је време одмицало између певачица су се појавиле велике разлике и на крају су се разишле. Упркос овом неуспеху, Сијера је и даље била одлучна да постигне свој циљ на пољу музике.
Почела је да ради као текстописац, написала је песму 10,000 Times за певачицу Блу Кантрел, као и песму Got Me Waiting, ритам и блуз певачице Фантасије Барино, која се нашла на њеном дебитанском албуму Free Yourself. Управо током писања песама упознала је музичког продуцента Џеза Пха, а 2002. године њих двоје су снимили четири демоа, 1, 2 Step, Thug Style, Pick Up the Phone и Lookin' at You, а песме су се појавиле на њеном дебитанском албуму који је објављен две године касније. 1, 2 Step био је други сингл са албума и доживео је велики комерцијални успех.
Сијера је удата за  играча америчког фудбала Расела Вилсона. Они су започели емотивну везу почетком 2015. године, а верили се 11. марта 2016. године. Пар се венчао 6. јула 2016. године у Чеширу у Енглеској. Сијера и Вилсон имају ћерку која је рођена 28. априла 2017. године. У јануару 2020. године Сијера је изјавила да очекују друго дете. Певачица такође има сина рођеног 19. маја 2014. године из везе са репером Футуром. Сијера и Футур били су верени у октобру 2013. године, али су раскинули емотивну везу у августу 2014. године.
Сијера је постала заштитно лице Џеј-Зијеве линије одеће Рокавер и гласоговорница женске кампање под називом „Нећу изгубити” која је дебитовала у лето 2007. године. У октобарском броју часописа Вајб, Сијера се појавила се наизглед гола, али је то демантовала тврдећи да је магазин фотошопирао фотографију. У септембру 2008. године Сијера је допринела песми Stand Up! са петнаест других музичара, она је изведена уживо 5. септембра 2008. године, а сав приход од продаје додељен је у хуманитарне сврхе. Године 2009. певалица је постала заштитоно листе кампање „Учини нешто 101”, која је покренута како би се прикупио школски приход онима којима је потребан на почетку школске године. Године 2009. певачица је потписала вишемилионски уговор са агенцијом Вилхелмина моделс. Након што је потписала уговор, нашла се у великом броју часописа. Поред тога, Сијера је такође планирала да осннује своју линију одеће. У јуну 2008. године је преговарала са робном кућом Стив и Бери како би створила приступачну модну линију, али то се никада није догодило. Током овог периода најављено је да ће Сијера бити ново лице мултимедијалне рекламне кампање за телефон LG Chocolate Touch. Сијера је снимила рекламну кампању у којој је плесала уз њену песму Work из 2009. године. у марту 2010. године  званично је потврђено да је Сијера постала потпарол рекламне кампање за Адидас. Дана 12. маја 2016. године објављено је да је Сијера потписала уговор о манекенском ангажовању са компанијом IMG. Касније исте године постала је амбасадор козметичког бренда Ревлон. У августу 2019. Сијера и њен супруг Расел Вилсон постали су једни од власника клуба америчког фудбала Ситл Саундерс који наступа у МЛС лиги.

## Каријера

### 2003—2005: Први студијски албум
Након што је 2003. године дипломирала у средњој школи Ривердејл, Сијера је потписала уговор са компанијом la face records, а до њиховог контакта дошла је преко музичког продуцента Џеја Пха. Почела је да ради продукцију за свој дебитански албум, 2003. године. Почетком 2004. године продуцирала је демо са продуцентом Шоном Гаретом, који је извела Лил Џон и то је постао његов дебитански сингл, под називом Goodies. Лил Џон је касније изјавио да је остварио велики успех са том песмом и да она подсећа на песму Yeah!, музичара Ашера.
Сијера је свој први студијски албум под називом Goodies објавила 28. септембра 2004. године. Албум је дебитовао на трећем месту америчке музичке листе Билборд 200 и продат је у 124,750 примерака током прве недеље од објављивања. Албум се нашао на првом месту листе Top R&B/Hip-Hop. Након објављивања албума Сијера је проглашена за прву даму „Кранка”. Goodies је био седамдесет и једну недељу на листи Билборд 200, а 10. октобра 2006. године додељен му је троструки платинасти сертификат од стране Америчког удружења дискографиских кућа. Албум је продат у око 3 милиона примерака у Сједињеним Америчким Државама до јуна 2010. године. Албум је био на двадесет и другом месту музичке листе у Канади, где му је додељен платинасти сертификат од стране Канадског удружења за индустрију звука. На листи у Великој Британији, албум је био двадесет недеља, а на крају му је додељен сертификат од стране Британске фонографске индустрије. Водећи албумски сингл носи исти назив као албум, Goodies, а снимљен је у сарадњи са Петером Паблом и објављен 8. јуна 2004. године. Музички критичари су ову песму оценили као „хит лета” и један од најбољих синглова године, похваливши ритам песме и њен текст. Сингл Goodies доживео је велики комерцијални успех широм света, био први на музичким листама у Канади, Сједињеним Државама и Великој Британији, а нашао се и у првих десет листа многих других држава. На крају је сингл добио платинасти сертификат у Сједињеним Америчким Државама. Песма 1, 2 Step коју је Сијера снимила заједно са Миси Елиот, нашла се на албуму као други сингл и била је међу првих десет песама листа многих држава, укључујући Канаду, а додељен је јој платинасти и златни сертификат од држава широм света. Песма Oh коју је Сијера урадила са репером Лудакрисом, објављен је као трећи албумски сингл, 5. марта 2005. године. Песма је доживела комерцијални успех широм света и појавила се међу десет најбољих у многим државама, а додељени су јој златни и платинасти сертификати. Након успеха албума Goodies, Сијера је објавила ДВД под називом Goodies: The Videos & More у Сједињеним Америчким Државама, 12. јула 2005. године. ДВД садржи ремиксе песама 1, 2 Step и Oh као и две нове песме. Издање је добила платинасти сертификат у Сједињеним Државама. Након тога, Сијера је гостовала на песмама Lose Control Миси Елиот и песми Бов Вова, Like You, а обе песме су постигле успех и биле треће на листи у Сједињеним Америчким Државама. Сијера је била подршка на музичкој турнеју певачица Гвен Стефани 2005. године, а ишла је на турнеју и са Крисом Брауном и Бов Вовом, током децембра 2005. године. На 48. додели Греми награда, Сијера је номинована у 4 категорије, за „Најбољег новог уметника”, „Најбољу реп сарадњу” за песму 1, 2 step, за „Најбољу  реп песму”, за песму Loose control, као и за „Најбољи кратки музички видео”, за спот Lose Control, где је Сијера однела победу.

### 2006—2007: Други студијски албум и деби у глуми
Дана 5. децембра 2006. године, Сијера је објавила албум Ciara: The Evolution. По Сијери, нови албум је представљају еволуцију музике, плеса и моде. Албум је био на првом месту америчке листе Билборд 200 и на другом месту листе Top R&B/Hip-Hop, а продат је у више од 338.000 примерака прве недеље од објављивања. Албуму је додељен платинасти сертификат од стране Америчког удружења дискографских кућа, а пет недеља од објављивања продат је у 1,3 милиона примерака. Главни албумски сингл под називом Get Up Сијера је снимила у сарадњи са репером Камилионером и он се нашао на седмом месту листа у Сједињеним Државама, а додељен му је платинасти сертификат. Сингл је такође био на петом месту листе на Новом Зеланду. Песма Get Up нашла се у филмовима Step Up (2006) и на саундтреку филма. Албумски водећи сингл за тржиште Сједињених Америчких Држава, Promise ио је на деветом месту лсите Билборд хот 100 и на првом месту листе Hot R&B/Hip-Hop. Сингл Like a Boy објављен је као други сингл за интернационално тржиште и био је међу десет најбољих у Уједињеном Краљевству, Финској, Француској, Ирској, Швајцарској и Шведској. Четврти и последњи сингл са албума под називом Leave 'em Alone био је на десетом месту листе Hot R&B/Hip-Hop и на четрдесетом месту листе Билборд хот 100. Та песма уједно је постала пети албумски сингл Сијере, који се нашао на четвртом месту листе на Новом Зеланду. Песма је такође доживела умерен комерцијални успех на интернационалном нивоу. Како би подржала албум, Сијера је започела турнеју у октобру 2006. године. Турнеју је одржала у седамнаест различитих клубова у градовима широм Сједињених Држава. Турнеја је дочекана са мешовитиним и позитивним критикама; критичари су похвалали Сијерину енергичност и кореографију. У августу 2007. године водила је турнеју под називом Screamfest '07 заједно са репером Т.И. Критичари су похвалили њен наступ због грациозног плеса. Заједно са Крисом Брауном и Ејконом, Сијера је гостовала на Ријаниној турнеји Girl Gone Bad у Великој Британији. Након тога певачица је гостовала на видео споту So What. Поред каријере у музици, Сијера је дебитовала у МТВ филму Све што имаш, који је премијерно приказан у мају 2006. године, где је имала лик Беки Вили, која се такмичи у одбојкашком турниру. Филм је добио мешовитке критике.
У јулу 2009. године Сијера је имала турнеју са Џеј-Зијем. Критичари су имали мешовите критике у вези ове турнеје. Певачица је такође подржала турнеју Бритни Спирс, током јуна 2009. године. Њен перформанс добио је мешовите критике од стране музичких критикар и обожаватеља, а приметили су њену плесну вештину за коју кажу да је боља него код Бритни Спирс. Сијера је гостовала на Нелијевом синглу Stepped On My J'z који се нашао на албуму Brass Knuckles, а песма је доживела мали успех у Сједињеним Државама. Сијера је такође сарађивала са Енрикеом Иглесијасом на песми Takin' Back My Love, а имала је међународни успех и нашла се међу десет најбољих у петнаест држава широм света, додељен јој је златни сертификат у Русији, а продата је у преко 100.000 примерака. У фебруару 2010. године, Сијера је сарађивала са репером Питблулом, на песми How Low, а након тога појавила се у споту за песму Lil' Freak музичара Ашера. Дана 14. децембра 2010. године певачица је објавила четврти студијски албум под називом Basic Instinct и истакла да се тако вратила у ритам и блуз жанр.  дебитовао је на четридесет и чевртом месту на америчкој листи Билборд 200, а током прве недеље од објављивања продат је у 37.000 промерака. На америчкој листи R&B/Hip-Hop албум је био на деветом месту. Водећи албумски сингл под називом Ride, снимаљен у сарадњи са Лудакрисом, објављен је 26. априла 2010. године, био је на четрдесет и другoм месту листе Билборд хот 100, трећем месту Hot R&B/Hip-Hop листе и седамдесет и петом месту листе синглова у Великој Британији. Спот за песму Ride освојио је награду за најбољи плесни перформанс на додели Соул треин награда 2010. године. Песма Speechless" објављена је као други сингл албума и имала је минималан успех, била је на седамдесет и четвртом месту листе Hot R&B/Hip-Hop. Песма Gimmie Dat, трећи сингл био је на шездесети и трећем месту листе R&B/Hip-Hop и добио је нгативне критике, а нашао се и на двадесет и седмој позицији листе у Уједињеном Краљевству. У новембру 2019. године Сијера је наступала на Самербит фестивалу заједно са Фло Рајдом, Џеј Сином, Ејконом, Џа Рулом и Трависом Макојом. У лето 2011. годинЕ Сијера је била део турнеје под називом Malibu Rum. Наступала је у седам шоу емисија широм Сједињених Америчких Држава.
У фебруару 2011. године након што су поједини медији пренили да је Сијера раскинула уговор са компанијом Jive records, она је објавила службено саопштење на Фејсбуку жалећи са на неадикватну промоцију. Изјавила је да није добила подршку од компаније, па чак и да је платила промоцију некин синглова попут Gimmie Dat. Тражила је раскид уговора, а са компанијом је прекинула сарадњу у мају 2011. године. Дана 12. јула 2012. године објављено је да је певачица успоставила поновну сарадњу са Л.А Реидом, потписала уговор са његовом дискографском кућом Epic records, а та информација званично је потврђена у септембру 2011. године.

### 2008—2011: Нови албуми и промена издавачке куће
У октобру 2008. године Сијера је проглашена за „Жену године” од стране часописа Билборд, збох успеха у музичком послу. Иако је њен трећи албум првобитно заказан за септембар 2008. године, Fantasy Ride објављен је у мају 2009. године. In an interview from a concert, Ciara stated that she worked on two tracks with Justin Timberlake Албум комбинује ритам и блуз и хип хоп звук са њених претходних албума, као и нови поп денс звук. Сијера је за МТВ њувс истакла да је експериментисала са својим текстовима, а да је у почетку каријере била уплашена због критика. Овај албум постао је први певачицин албума који се нашао међу првих десет у Великој Британији и Канади. Fantasy Ride дебитовао је у Сједињеним Државама на трећем месту листе Билборд 200. Go Girl био је први сингл објављен са албума. Првобитно је био као главни сингл са албума, а постигао је минималних успех, а касније је сматра промотивним синглом. Ипак, Go Girl био је на првом месту музичке листе синглова у Јапану. Званични водећи сингл Never Ever, објављен је у Сједињеним Државама у фебруару 2009. године и био је на деветом месту америчке листе Hot R&B/Hip-Hop. Други сингл, под називом Love Sex Magic који је Сијера снимила у сарадњи са Џастином Тимлерлејком, био је десети на листи Билборд хот 100, а додељен му је платинасти сертификат у Аустралији и добио златни сертификат на Новом Зеланду.. Love Sex Magic је номинован у категорији за „Најбољу поп сарадњу” на 52. додели Греми награда, а такође и за „Најбољу кореографију” на МТВ видео музичким наградама. Четврти сингл Like A Surgeon није имао промоцију нити је за њега објављен видео спот, а био је педесет и први на листи Hot R&B/Hip-Hop Songs. Последњи сингл, Work забележио је умерени успех на интернационалном тржишту.

### 2012—2013: Нови албум и наставак глумачке каријере
У интервјуу из 2012. године Сијера је открила да одваја време за снимање петог студијског албума, као и да јој је важно да га што пре започне. Радила је на албуму као продуцент и текстописац, укључујући још неколико музичара. Током конференција МТВ канала у мају 2012. године, Сијера је истакла да ће њен пети албум бити назван One Woman Army, а да ће водећи сингл бити песма Sweat. Сингл на којем су учествовали 2 Chainz ојбављен је 4. јуна 2012. године а преко АЈтјунса 19. јуна 2012. године. Међутим, објављивање сингла је било заустављено из непознати разлога. Дана 13. августа 2012. годиеј Сијера је открил а да ће званични водећи сингл за албум бити песма Sorry. Дана 13. септембра 2012. године објављен је спот за песму Sorry преко канала ВЕВО, а за дигитално преузимање доступан од 25. септембра 2012. године. У Сједињеним Америчким Државама, песме је била на четвртом месту Билборд листе Hot R&B/Hip-Hop, као и на двадесет и другом месту Bublind under Hot 100 листе. Дана 21. октобра 2012. године, магазин Rap-up објаиво је немонтирани материјал песме Got Me Good која је била други албумски сингл, а она је премијерно представљена 25. октобра 2012. године. Got Me Good је доступа за дигитално преузимање од 6. новембра 2012. године, док се на радио станицама пушта од 13. новембра исте године.
У априлу 2013. године када је објављена листа песама које треба да буду на албуму One Woman Army,, објављено је да албум више не носи тај назив, већ наслов Ciara, а издавачка кућа одлучича је да на листу нумера уврсти Sweat, Sorry и Got Me Good. Уместо тога, касније је најављено да ће нова песма под назовом Body Party бити водећи албумски сингл. Албум је објављен у марту 2013. године и достигао је двадесет и друго место на листи Билборд хот 100, као и друго место листе Hot R&B/Hip-Hop. Други албумски сингл под називом I'm Out снимљен је у сарадњи са Ники Минаж. Албум је званично објављен 9. јула 2013. године, а нашао се на другом месту листе Билборд 200, са 59.000 продатих премерака током прве недеље од објављивања, у Сједињеним Америчким Државама. Овај албум постао је четврти Сијерин албум који се нашао међу три најбољих на Билбордовој листи, а био је и на другом месту Top R&B/Hip-Hop.
Поред музике, Сијера је у овом периоду глумила у два филма. Имала је улогу Аманде Винтер у филму Мама, желим да певам! (2012). Појавила се и у комедији Татин син (2012), као и у ТВ серији Игра, а њен лик премијерно је приказан 26. марта 2013. године.

### 2014—данас
У септембру 2013. године продуцент Мајк Вил открио је да је Сијера започела рад на свом шестом студијском албуму. У децембру исте године Сијера је потврдила да ади на новом албуму. У интервјуу за Rap-up певачица је открила да је започела снимање новомг албума на Дан захвалности 2013. године и да ће га ускоро објавити. Крајем јануара 2014. године, Сијера је премијерно емитовала уживо верзију песме Anytime у Лос Анђелесу, а 2. фебруара 2014. године избацила је студијску верзију песме Anytime, на којој је гостовао њен тадашњи емотивни партнер, репер Футур. Сијера је родила дете у мају 2014. године, а након тога пар се раставио, а албум је одложен за 2015. годину, а за то време певачица је снимала музику и бринула о свом сину. Водећи албумски сингл I Bet са њеног до тада још необјављеног албума Jackie, објављен је 26. јануара 2015. године. У мају 2015. године Сијера је започела прву турнеју после шест година, а она је започела 3. маја 2015. године концертом у Чикагу, након тога у Њујорку, Бостону, Њу Орлеансу, Даласу и Лос Анђелесу. Сијерин шести албум Jackie, објављен је 1. маја 2015. године. Албум укључује синглове I Bet и Dance like We're Making Love. Албум је дебитоао на седамнаестом месту Билборд 200 и продат је у 25.000 примерака током прве недеље од објављивања.
Сијера тренутно ради на њеном седмом студијском албуму, а изјавила је да ће на њему бити представљен њен нови музички права. Дана 27. јанара 2017. године певачица је потписала уговор са издавачком кућом . Дана 17. јула 2018. године Сијера је објавила нови сингл Level Up као и музички спот за песму. Песма Level Up била је први сингл са њеног надолазећег албума. Сијерин седми студијски албум под називом Beauty Marks објављен је 10. маја 2019. године у поп и ритам и блуз жанру, а на њему се налази дванаест песама. Поред Level Up, на албуму су се нашли синглови Freak Me, Dose, Greatest Love и Thinkin Bout You. Сијера је извела песму Thinkin Bou You на Билборд додели музичких награда 2019. године. Током 2019. године, Сијера се са Дејвидом Добриком и Деби Гибсон појавила на музичком такмичењу America's Most Musical Family које се емитовало на каналу Никелодион.

## Умешност
Сијера је позната по својим сопрано вокалима. Изласком њеног дебитанског сингла Goodies", Сијера је нзавана „Принцезом Кранка”. Алисон Стјуарт из америчког дневног листа Вашингтон пост похвалила је глас Сијере, за коју сматра да има способност да на прави начин пренесе емоције. Рандал Робертс из часописа Лос Анђелес тајмс истакала је да је Сијера једна од најбољих певачица ритам и блуз музике у последњој деценији. Поводом изласка албума Ciara: The Evolution у часопису Rosen of Entertainment истанкнуто је да Сијера има осећај за ритам и да се истиче, за разлику од Ријане и Бијонсе. Трећи студијски албум под називом Fantasy Ride укључивао је жанрове ритам и блуз, хип хоп, денс, поп, електропоп и фанк. Критичари су похвалали њене синглове Goodies", 1, 2 Step, Get Up и Go Girl и окарактерисали их као клупске хитове. Сијерин дебитански албум продуцирао је музичар Џез Пха, који је први открио њен таленат. Критичари су упоређивали рад на њеном албум, са радом певачице Алије и истакли да има клавитете као Дестинис чајлд.
Сијера је истакла да је гледање Дестинис чајлд и Џенет Џексон како наступају на телевизији инспирисало да се усресреди на музику и као највећу инспирацију навела Мајкл Џексона., Сијера је сматрала да је достигла врхунац у каријере када је гостовала на албуму Discipline, певачице Џенет Џексон, 2008. године. Истакла је да изузетно поштује Џексонову, као и сваку жену која напорно ради и постежи успех. Истакла је такође, да ју је Мајкл Џексон инсиписао не само на пољу музике, већ када год је требала да нешто крупно уради. Сијера је истакла да се осећа одговорно да преноси млађим генерацијама колико је Џексон био важан за музику. На Сијеру су такође утицали Витни Хјустон, Алија, ТЛЦ, Моника и група Salt-N-Pepa. Када је радила на другом студијском албуму Ciara: The Evolution (2006) била је под утицајем Мајка Џексона, Принса и Мадоне. Током снимања петог студијског албума под назовом Ciara била је инспирисана радом Ал Грина и Миси Елиот.

"
"Супер Ц је лик о коме ће људи сазнати више на овој плочи. То је мој алтер его. Супер Ц се не задржава и агресиван је Он. Супер Ц може учинити неке магичне и забавне ствари. Он напорно ради и плеше. "

— Сијера, говорећи о свом алтер егу.
 Сијера је често добијала похвале за наступе, које критичари сматрају прилично живим. Далондо Молтри из новина The Morning Call похвалила је Сијеру за перформансе током наступа, а њене плесне кораке назвала је невероватним, беспрекорне вокале, секси плесне покрете и високоенергичне песме.. Сија Мишел из Њујорк тајмса похвалила је Сијеру за професионалност у хип хопу. У периоду када је објавила албум Fantasy Ride, Сијера је представила свој алтер его под називом Супер Ц и истакла да је он њена унутрашња снага и агресија, а он је заснован на роботском лику и приказан у видео споту за песму Go Girl.

## Студијски албуми
| Назив                                                                                         | Детаљи | Позиција | Позиција         | Позиција | Позиција | Позиција | Позиција | Позиција | Позиција | Позиција | Позиција | Број проданих примерака                   | Сертификати |
| Назив                                                                                         | Детаљи | САД      | САД ритам и блуз | УС       | КАН      | ФРА      | НЕМ      | ИР       | НЗ       | ШВА      | УК       | Број проданих примерака                   | Сертификати |
| --------------------------------------------------------------------------------------------- | --- | -------- | ---------------- | -------- | -------- | -------- | -------- | -------- | -------- | -------- | -------- | ----------------------------------------- | --- |
| Goodies                                                                                       | - Датум објављивања: 25. септембар 2004. - Издавачка кућа: - Формат: компакт диск, винил, аудио касета, дигитално преузимање | 3        | 1                | 46       | —        | 65       | 67       | 36       | 29       | 52       | 26       | - САД: 2,748,000 - Широм света: 5,000,000 | - Америчко удружење дискографских кућа: 3× платинасти - Британска фонографска индустрија: златни - Ирска музичка асоцијација: златни - КАН: платинасти - НЗ: златни |
| Ciara: The Evolution                                                                          | - Датум објављивања: 5. децембар 2006. - Издавачка кућа: - Формат: CD, cassette, digital download                            | 1        | 1                | 76       | —        | 49       | 32       | 29       | 21       | 15       | 17       | - САД: 1,300,000                          | - Америчко удружење дискографских кућа: платинасти - Британска фонографска индустрија: сребрни                                                                      |
| Fantasy Ride                                                                                  | - Датум објављивања: May 3, 2009 - Издавачка кућа: - Формат: компакт диск, дигитално преузимање                              | 3        | 2                | 39       | 22       | 34       | 77       | 10       | —        | 13       | 9        | - САД: 195,000                            | |
| Basic Instinct                                                                                | - Датум објављивања: 10. децембар 2010. - Издавачка кућа: , - Формат: компакт диск, дигитално преузимање                     | 44       | 11               | —        | —        | —        | —        | —        | —        | 83       | —        | - САД: 116,000                            | |
| Ciara                                                                                         | - Датум објављивања: 5. јул 2013. - Издавачка кућа: - Формат: компакт диск, дигитално преузимање                             | 2        | 2                | 35       | 21       | 163      | —        | —        | —        | 63       | 42       | - САД: 208,000                            | |
| Jackie                                                                                        | - Датум објављивања: 4. мај 2015. - Издавачка кућа: - Формат: компакт диск, дигитално преузимање                             | 17       | 2                | 53       | —        | —        | —        | —        | —        | —        | 46       | - САД: 62,000                             | |
| Beauty Marks                                                                                  | - Датум објављивања: 10. мај 2019. - Издавачка кућа: , - Формат: компакт диск, дигитално преузимање                          | 87       | —                | —        | —        | —        | —        | —        | —        | —        | —        |                                           | |
| "—" означава албуме који нису били на листама или нису били објављени у тој држави/територији | |          |                  |          |          |          |          |          |          |          |          |                                           | |

## Филмографија
| Улоге Сијере |                       |               |              |              |
| Година       | Српски назив          | Изворни назив | Улога        | Напомена     |
| 2006.        | Све што имаш          |               | Бека         | МТВ          |
| 2012.        | Мама, желим да певам! |               | Амара Винтер | сниман 2009. |
| 2012.        | Татин син             |               | Бри          |              |